# Naveta d'Es Tudons
La Naveta d'Es Tudons è la più grande e meglio conservata naveta funeraria di Minorca. È situata nella parte occidentale dell'isola a circa 3 km dal comune di Ciutadella de Menorca.
Venne utilizzata come ossario collettivo tra il 1200 e il 750 a.C. ma la sua edificazione risale probabilmente ad un periodo precedente (pre-Talaiotico). Fu scavata tra il 1959 e il 1960 dall'archeologo Lluís Pericot García che rinvenne i resti di circa cento individui, tra cui un cranio trapanato. Il corredo funebre comprendeva bracciali in bronzo e in osso e bottoni in ceramica

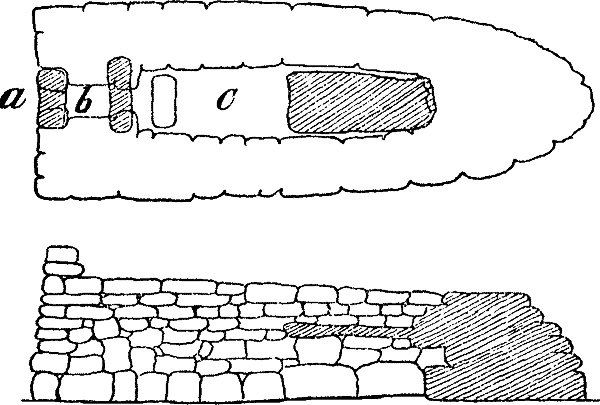
Pianta e sezione

Ha la forma di una barca rovesciata (in minorchino naveta è la forma diminutiva di nau, ossia nave) e una facciata trapezoidale. La costruzione, alta circa 4.5 m, ha una lunghezza di circa 14.5 m e una larghezza di circa 6.5 m.